# Gelis apterus
Gelis apterus là một loài tò vò trong họ Ichneumonidae.

## Hình ảnh

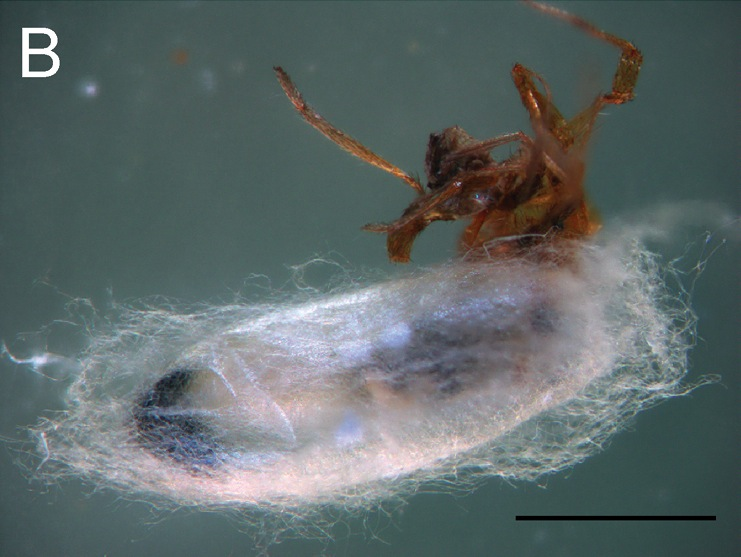
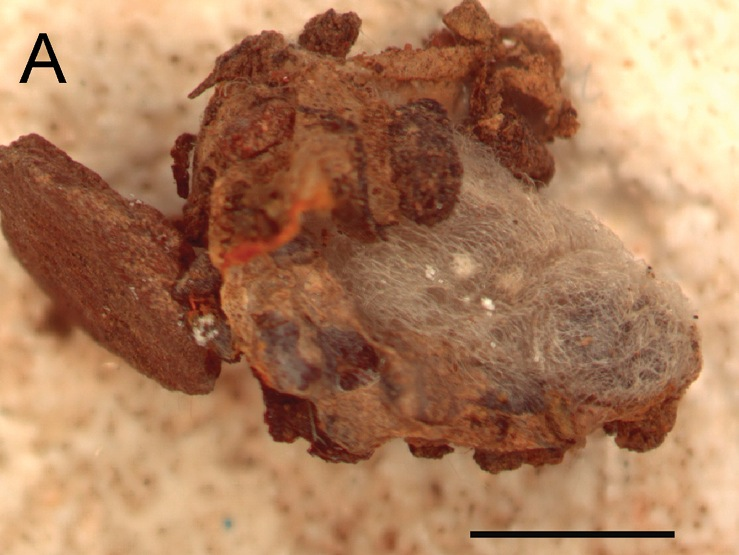